# Janov (ort i Tjeckien, Ústí nad Labem)
Janov är en ort i Tjeckien.   Den ligger i regionen Ústí nad Labem, i den norra delen av landet, 90 km norr om huvudstaden Prag. Janov ligger 326 meter över havet och antalet invånare är 205.
Terrängen runt Janov är kuperad åt sydväst, men åt nordost är den platt. Runt Janov är det glesbefolkat, med 10 invånare per kvadratkilometer. Närmaste större samhälle är Děčín, 9,4 km söder om Janov. I omgivningarna runt Janov växer i huvudsak barrskog.